# Noah Shamoun
Noah Leon Shamoun, född 8 december 2002, är en svensk-syrisk fotbollsspelare som spelar för danska Randers.

## Klubbkarriär
Noah Shamouns moderklubb är Jönköpings BK, vilka han började spela för som fyraåring. Via IFK Öxnehaga hamnade han sedan som elvaåring i Husqvarna FF. Som 15-åring fanns han för första gången med på bänken i Division 1, men gjorde aldrig sin A-lagsdebut för Husqvarna FF.

### Assyriska IK
I december 2018 skrev Shamoun istället på för division 1-nykomlingen Assyriska IK, klubben hans pappa varit med om att starta upp och var sportchef i. Innan övergången hade Shamoun dragit till sig intresse från bland annat IFK Göteborg och tyska Greuther Fürth.
Säsongen 2019 agerade Noah Shamoun till en början främst inhoppare men växte under säsongsslutet ut till en startspelare. Det blev totalt 19 framträdanden i Division 1 som 16-åring, under en säsong där han drog till sig intresse från italienska Milan och Parma. Vid säsongens slut valde också Shamoun att nobba flera anbud för att stanna i Assyriska.
År 2020 växte Shamoun ut till en startspelare i Assyriska IK och stod för 13 poäng. Vid säsongens slut prisades han även som Årets Talang i Söderettan.

### Kalmar FF
Den 22 december 2020 skrev Noah Shamoun på för Kalmar FF. Debuten i den nya klubben kom i årets första träningsmatch mot Malmö FF den 6 februari 2021.
I den allsvenska premiären mot Östersunds FK den 12 april 2021 gjorde Noah Shamoun sin debut i högsta serien, via ett inhopp.

### Randers
I februari 2024 värvades Shamoun av danska Randers, där han skrev på ett 3,5-årskontrakt.

## Landslagskarriär
Shamoun debuterade för Sveriges U21-landslag den 17 november 2022 i en 2–2-match mot Danmark.

## Personligt
Noah Shamoun har assyriskt ursprung. Hans pappa är född i Turkiet men flyttade till Sverige som barn medan hans mamma är uppvuxen i Tyskland.
Han växte upp i miljonprogramområdet Öxnehaga i Huskvarna utanför Jönköping.

## Statistik
| Klubb              | Säsong             | Liga               | Liga    | Liga | Nationell cup | Nationell cup | Internationell cup | Internationell cup | Totalt  | Totalt |
| Klubb              | Säsong             | Division           | Matcher | Mål  | Matcher       | Mål           | Matcher            | Mål                | Matcher | Mål    |
| ------------------ | ------------------ | ------------------ | ------- | ---- | ------------- | ------------- | ------------------ | ------------------ | ------- | ------ |
| Assyriska IK       | 2019               | Division 1 Södra   | 19      | 2    | 1             | 0             | —                  | —                  | 20      | 2      |
| Assyriska IK       | 2020               | Ettan Södra        | 28      | 5    | 0             | 0             | —                  | —                  | 28      | 5      |
| Assyriska IK       | Totalt             | Totalt             | 47      | 7    | 1             | 0             | —                  | —                  | 48      | 7      |
| Kalmar FF          | 2021               | Allsvenskan        | 20      | 0    | 1             | 1             | —                  | —                  | 21      | 1      |
| Kalmar FF          | 2022               | Allsvenskan        | 27      | 3    | 4             | 0             | —                  | —                  | 31      | 3      |
| Kalmar FF          | 2023               | Allsvenskan        | 27      | 3    | 4             | 1             | 2                  | 0                  | 33      | 3      |
| Kalmar FF          | Totalt             | Totalt             | 74      | 6    | 9             | 2             | 2                  | 0                  | 85      | 8      |
| Randers            | 2023/2024          | Superligaen        | 4       | 0    | 0             | 0             | —                  | —                  | 4       | 0      |
| Randers            | 2024/2025          | Superligaen        | 5       | 0    | 1             | 0             | —                  | —                  | 6       | 0      |
| Randers            | Totalt             | Totalt             | 9       | 0    | 1             | 0             | —                  | —                  | 10      | 0      |
| Totalt i karriären | Totalt i karriären | Totalt i karriären | 130     | 13   | 11            | 2             | 2                  | 0                  | 143     | 15     |

1. ↑  Matcher i Uefa Europa Conference League.